# The Adventures of Peg o' the Ring
Pour plus de détails, voir Fiche technique et Distribution.
The Adventures of Peg o' the Ring est un serial muet américain en 15 chapitres réalisé par Francis Ford et Jacques Jaccard, sorti en 1916. 

## Synopsis
Peg, une acrobate, subit des envoûtements et d'autres maléfices dans le cirque où elle travaille ...

## Fiche technique
- Titre original : The Adventures of Peg o' the Ring
- Autre titre : Peg o' the Ring
- Réalisation : Francis Ford et Jacques Jaccard
- Scénario : Joe Brandy et Grace Cunard
- Société de production : The Universal Film Manufacturing Company
- Pays de production :  États-Unis
- Langue : anglais (intertitres)
- Format : Noir et blanc - 35 mm - 1,37:1 - Film muet
- Genre : action et drame
- Durée : 300 minutes (15 épisodes)
- Date de sortie : États-Unis : 1er mai 1916 (1er épisode)

## Distribution
- Grace Cunard : Peg

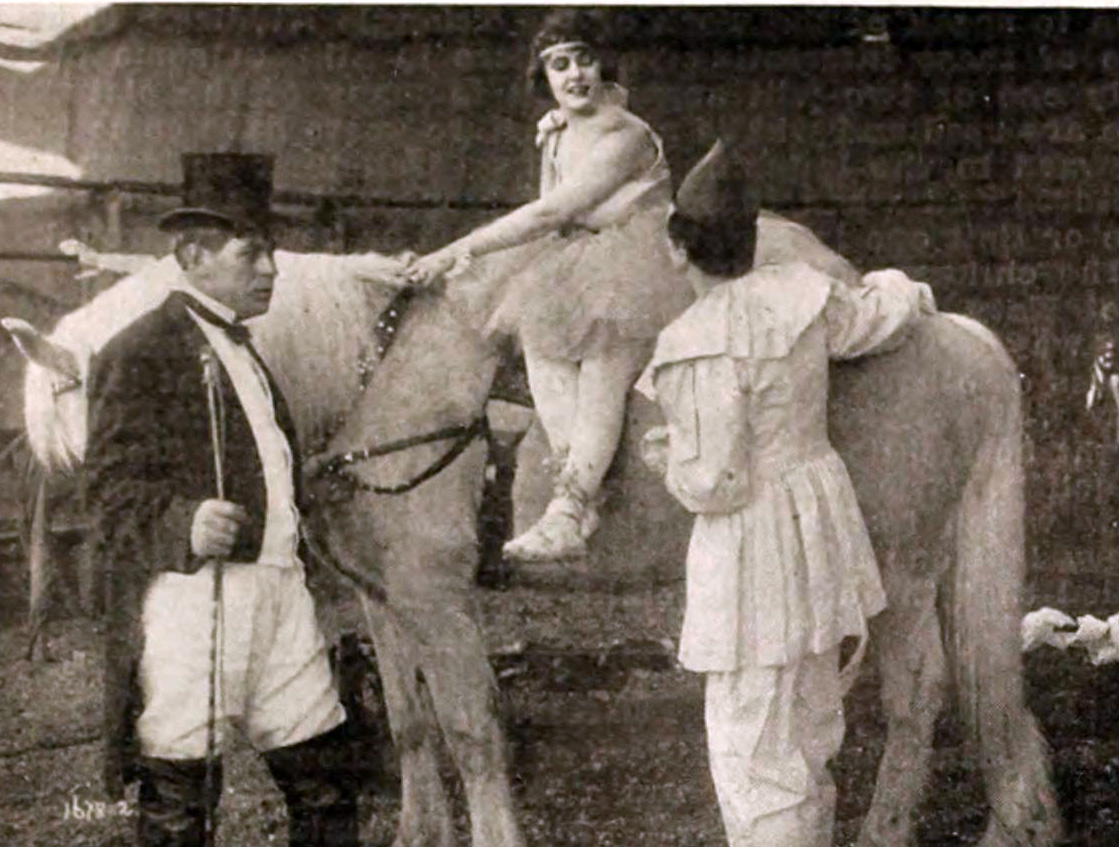
Photographie de tournage

- Francis Ford : Docteur Lund junior
- Mark Fenton : Docteur Lund senior
- G. Raymond Nye
- Pete Gerald
- Jean Hathaway : Mrs. Lund
- Charles Munn
- Irving Lippner : Marcus
- Jack Duffy
- Jack Ford[1]
- Lionel Bradshaw

## Liste des épisodes
1. The Leopard's Mark
2. A Strange Inheritance
3. In The Lion's Den
4. The Circus Mongrels
5. The House of Mystery
6. The Cry For Help or Cry of The Ring
7. The Wreck
8. Outwitted
9. The Leap
10. In the Hands of The Enemy
11. The Stampede
12. On The High Seas
13. The Clown Act
14. The Will
15. Retribution